# Nadine Fest
Nadine Fest (ur. 28 czerwca 1998 w Villach) – austriacka narciarka alpejska, trzykrotna medalistka mistrzostw świata juniorów.

## Kariera
Po raz pierwszy na arenie międzynarodowej pojawiła się 12 grudnia 2014 roku w Kühtai, gdzie w zawodach FIS Race zajęła 23. miejsce w slalomie. W 2016 roku wystartowała na igrzyskach olimpijskich młodzieży w Lillehammer, zwyciężając w supergigancie. Na rozgrywanych rok później mistrzostwach świata juniorów w Åre zdobyła złote medale w supergigancie i superkombinacji. W zawodach Pucharu Świata zadebiutowała 28 października 2017 roku w Sölden, gdzie nie ukończyła pierwszego przejazdu giganta.

## Osiągnięcia

### Mistrzostwa świata juniorów
| Miejsce | Dzień    | Rok  | Miejscowość | Konkurencja     | Czas biegu | Strata | Zwyciężczyni       |
| ------- | -------- | ---- | ----------- | --------------- | ---------- | ------ | ------------------ |
| 8.      | 8 marca  | 2017 | Åre         | Zjazd           | 1:25,27    | +0,75  | Alice Merryweather |
| 1.      | 9 marca  | 2017 | Åre         | Supergigant     | 1:15,10    | -      | -                  |
| 1.      | 10 marca | 2017 | Åre         | Superkombinacja | 2:09,05    | -      | -                  |
| 6.      | 12 marca | 2017 | Åre         | Gigant          | 1:58,38    | +1,53  | Laura Pirovano     |
| 9.      | 13 marca | 2017 | Åre         | Slalom          | 1:42,81    | +1,48  | Camille Rast       |

### Igrzyska olimpijskie młodzieży
| Miejsce | Dzień     | Rok  | Miejscowość | Konkurencja     | Czas biegu | Strata | Zwyciężczyni     |
| ------- | --------- | ---- | ----------- | --------------- | ---------- | ------ | ---------------- |
| 1.      | 13 lutego | 2016 | Lillehammer | Supergigant     | 1:11,93    | -      | -                |
| 4.      | 14 lutego | 2016 | Lillehammer | Superkombinacja | 1:55,74    | +1,61  | Aline Danioth    |
| 8.      | 16 lutego | 2016 | Lillehammer | Gigant          | 2:33,28    | +2,94  | Mélanie Meillard |
| 4.      | 18 lutego | 2016 | Lillehammer | Slalom          | 1:43,21    | +2,97  | Aline Danioth    |

### Puchar Świata

#### Miejsca w klasyfikacji generalnej
- sezon 2017/2018: 94.
- sezon 2018/2019: 96.
- sezon 2019/2020: 98.
- sezon 2020/2021: 84.
- sezon 2021/2022: 47.

#### Miejsca na podium w zawodach
Fest nie stawała na podium zawodów PŚ.